# Andreas Hupfer
Andreas Hupfer (* 17. Juli 1721 in Fraureuth; † 19. Februar 1799 ebenda) war ein deutscher Gutsbesitzer und Mäzen. 

## Leben

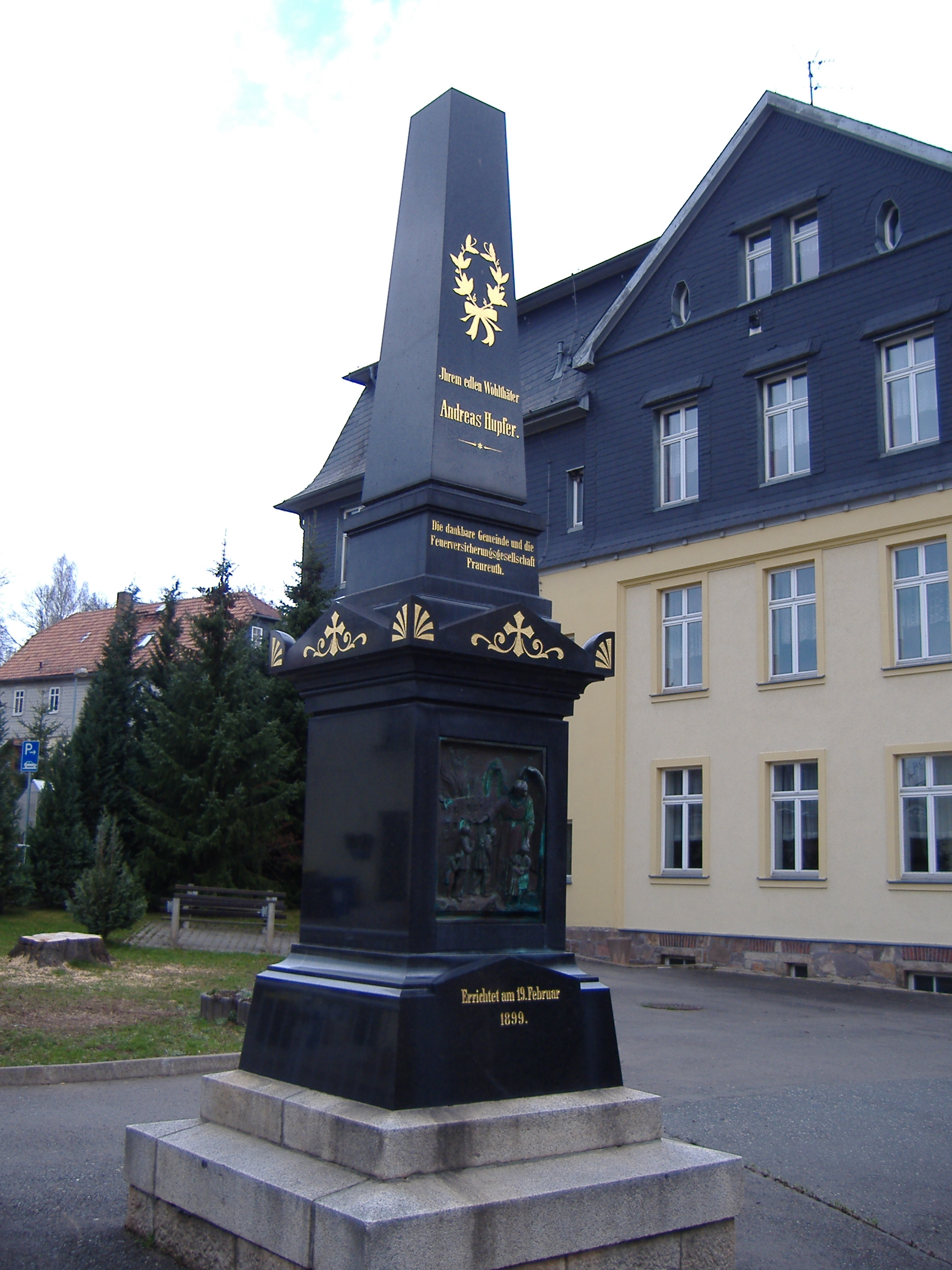
Ehrenmal für Andreas Hupfer in Fraureuth

Am 17. Juli 1721 wurde Andreas Hupfer als Sohn des Gutsbesitzers und Landfuhrmanns Michael Hupfer und  seiner Ehefrau Marie (geb. Wunderlich) in Fraureuth geboren. 
Im Jahr 1745 heiratete er Christiane Lippold, mit der er zwei Söhne hatte. Diese starben jedoch beide an der Ruhr im Jahre 1750 und 1763. Nach dem Tod seiner Ehefrau im Jahr 1778 war Andreas Hupfer stets kränklich und die letzten 21 Jahre seines Lebens lang Witwer. Im Laufe seiner Schaffenszeit erwarb er 1756 ein weiteres Gut, welches er im Jahr 1791 an den Oberruppertsgrüner Rittergutspächter Johann George Reinhold Ehre für 5.200 Taler wieder verkaufte.
Am 12. Mai 1769 verfasste Andreas Hupfer mit Hilfe des Advokaten Pinther aus Untersteinpleis sein Testament. In diesem legte er fest, dass nach seinem Tode die 5.200 Taler aus dem Verkaufserlös einem Armenvermächtnis, einem Kranken- und Waisenstift sowie einem Brand- und Kirchenstift der Gemeinde Fraureuth zu vermachen ist.
Am 19. Februar 1799 starb Andreas Hupfer in seinem Gut in Fraureuth, welches er im Jahr 1747 für 900 Gulden erworben hatte. Durch sein Erbe und die Andreas-Hupfer-Stiftung konnte vielen in Not geratenen Menschen geholfen werden.
Im Gedenken an Andreas Hupfer und zu dessen Ehren stiftete die Gemeinde Fraureuth im Jahr 1899 zu dessen 100. Todestag ein Denkmal.